# Eynhallow
Eynhallow est une île du Royaume-Uni située en Écosse, dans l'archipel des Orcades. Elle est inhabitée depuis le XIXe siècle.

## Géographie
Petite île de 75 ha, elle est située dans le détroit qui sépare Mainland de Rousay. L'attraction est une église datant au moins du XIIe siècle. Elle est entretenue par l'Historic Scotland
Elle est convertie en sanctuaire d'oiseaux.

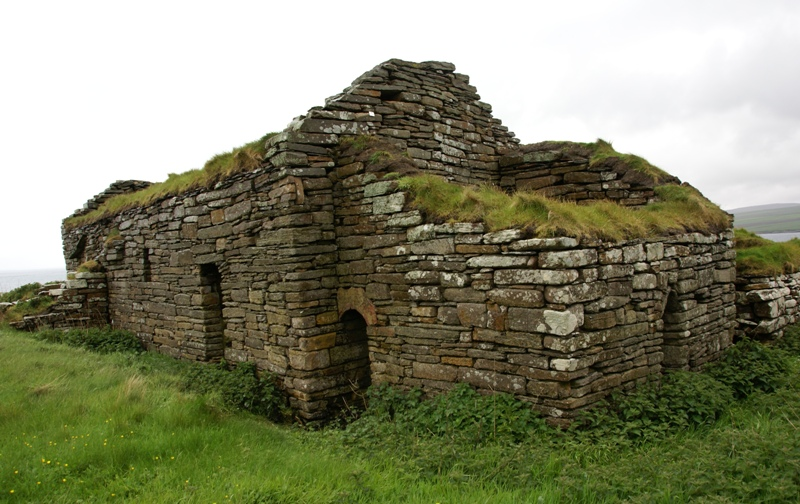
Ruines de l'église.